# Seengen

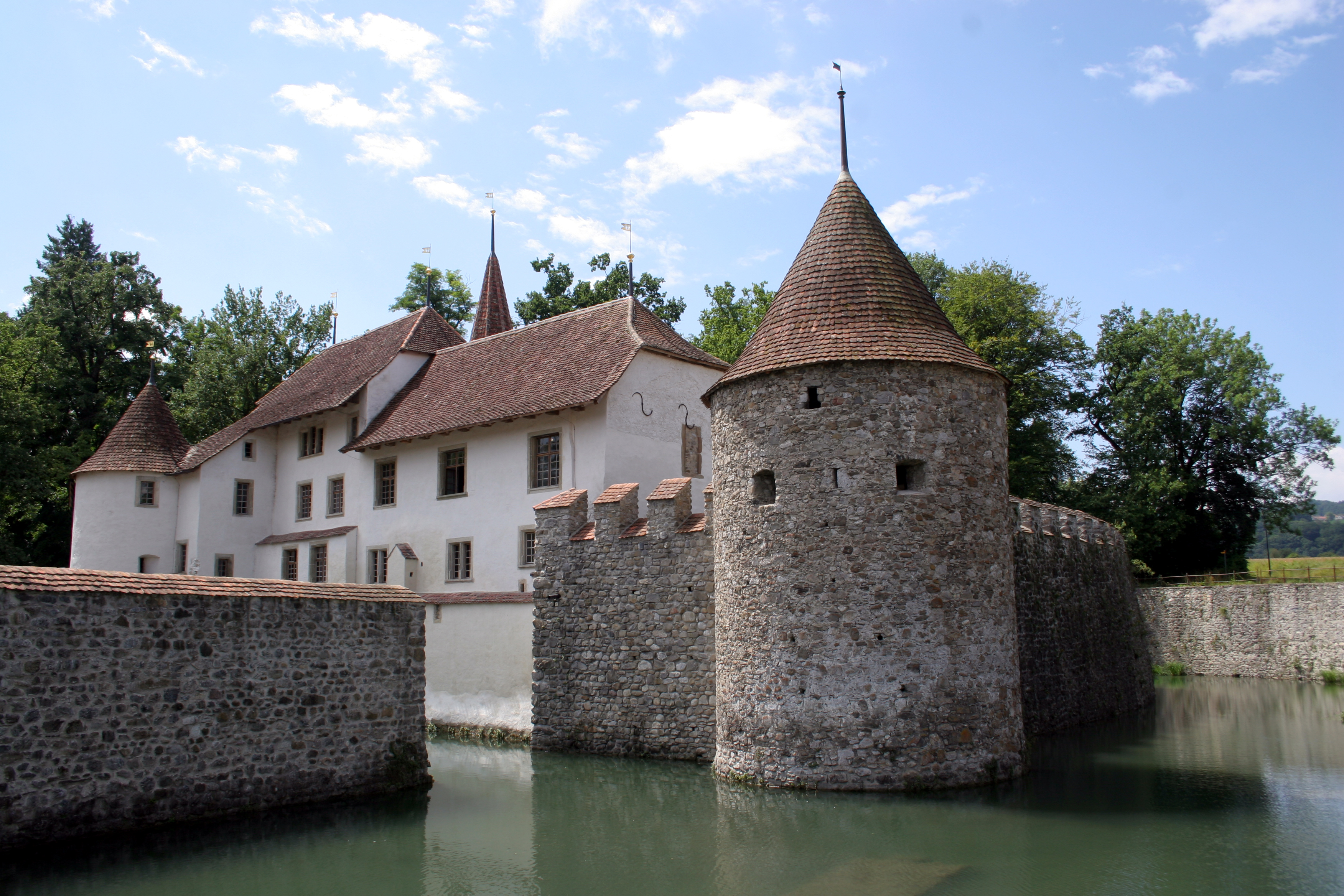
Slottet Hallwyl.

Seengen (schweizertyska: Seenge) är en ort och kommun i distriktet Lenzburg i kantonen Aargau, Schweiz. Kommunen har 4 411 invånare (2023).
I kommunen ligger slottet Hallwyl.